# Othon Valentim Filho
Othon Valentim Filho (Leopoldina, 20 de dezembro de 1944 - Leopoldina, 22 de maio de 2024) foi um futebolista brasileiro que jogava como atacante.

## Seleção Brasileira
Em 1963, Othon participou dos Jogos Pan-Americanos, que o Brasil venceu. Ele disputou as quatro partidas dos certame, contra Uruguai, EUA, Chile e Argentina.
Em 1964, Othon participou das Olimpíadas de Tóquio. No torneio, Othon era reserva e não disputou nenhuma partida.

## Carreira de Treinador
Após encerrar a carreira no futebol, Othon tornou-se treinador. Dirigiu, entre outros times, Botafogo FR, Al-Shabab SC, Al-Hilal (Riade), Al-Wahda Abu Dhabi, América (MG), Al-Jazira Club, Fluminense FC, Joinville, Entrerriense, São José, Goiás EC, Goiânia, Atlético Goianiense e Ettifaq FC. Com o Goiás conquistou o Campeonato Goiano em 1996.

## Títulos

### Como jogador
Seleção Brasileira
- Jogos Pan-Americanos: 1963

### Como treinador
Goiás
- Campeonato Goiano: 1996